# Grignolino
Grignolino ist eine Rotweinsorte, die vor allem in Italien im Piemont angebaut wird. Die Traube ergibt, reinsortig ausgebaut, einen hellen, erfrischenden Rotwein (oder Rosé), der jung und kühl am besten trinkbar ist. Der Anbau der Rebsorte wird in den Provinzen Cuneo, Alessandria und Asti empfohlen. Kleinere Anpflanzungen sind auch in Kalifornien bekannt (→ Weinbau in Kalifornien mit den Herkunftsbezeichnungen Napa Valley AVA und Santa Clara Valley AVA).
DOC-Appellationen sind Grignolino del Monferrato Casalese DOC und Grignolino d’Asti DOC. Diese Weine bestehen mindestens zu 90 % aus Grignolino, bis zu 10 % darf Freisa mitvinifiziert werden. In kleinen Mengen darf der Grignolino auch den Weinen Gabiano, Malvasia di Casorzo d’Asti und Rubino di Cantavenna beigemischt werden.
Siehe auch die Artikel Weinbau in Italien und Weinbau in den Vereinigten Staaten sowie die Liste von Rebsorten.

## Synonyme
Die Rebsorte Grignolino ist auch unter weiteren 26 Namen bekannt: Arlandino, Balestra, Barbesino, Barbesino Nero, Barbesinone, Barbezina, Barbisino, Barbisone d’Espagne, Barbosina de Bologne, Berbesino, Chiavennaschino, Girodino, Girondino, Grignolino Comune, Grignolino Fino Nero, Grignolino Grosso Nero, Grignolino Rosato, Grignolino Rosso, Grugnolino, Grugnolino Pisano, Nebbiolo Rosato, Pollasecca, Rosetta, Rossello, Rossetto, Verbesino.